# George Artin
George Artin (* 5. November 1941 in Bagdad) ist ein ehemaliger irakischer Radrennfahrer.

## Sportliche Laufbahn
Artin war im Straßenradsport aktiv. Er war Teilnehmer der Olympischen Sommerspiele 1968 in Mexiko-Stadt. Im olympischen Straßenrennen war er ausgeschieden. Antin war der einzige Sportler seines Landes, der im Radsport startete. Über sein weiteres Leben und sportlichen Erfolge ist nichts bekannt.